# Dicyphococcus castilloae
Dicyphococcus castilloae är en insektsart som först beskrevs av Green 1911.  Dicyphococcus castilloae ingår i släktet Dicyphococcus och familjen skålsköldlöss. Inga underarter finns listade i Catalogue of Life.